# Campeonato Sudamericano 1916/Chile
Dieser Artikel behandelt die Chilenische Fußballnationalmannschaft bei dem Campeonato Sudamericano 1916, der ersten Südamerikameisterschaft, die in Argentinien stattfand. Eine Qualifikation war für das Turnier, an dem die vier Gründungsmitglieder der CONMEBOL teilnahmen, nicht nötig.

## Chilenisches Aufgebot
| Name              | Verein                | Geburtsdatum | Spiele   | aTorea   | Platzverw. |
| Torhüter          | Torhüter              | Torhüter     | Torhüter | Torhüter | Torhüter   |
| ----------------- | --------------------- | ------------ | -------- | -------- | ---------- |
| Manuel Guerrero   | La Cruz FC            | 12.10.1896   | 3        | 0        | 0          |
| Abwehr            |                       |              |          |          |            |
| Enrique Cárdenas  | CD Santiago Wanderers | ?            | 3        | 0        | 0          |
| Marcos Wittke     | CD Magallanes         | 08.10.1896   | 3        | 0        | 0          |
| Mittelfeld        |                       |              |          |          |            |
| Enrique Abello    | CD Magallanes         | ?            | 3        | 0        | 0          |
| Enrique Teuche    | CD Magallanes         | 16.03.1894   | 3        | 0        | 0          |
| Ramón Unzaga      | Estrella del Mar      | 18.07.1892   | 3        | 0        | 0          |
| Angriff           |                       |              |          |          |            |
| Ángel Báez        | Thunder de Coquimbo   | 08.08.1894   | 2        | 1        | 0          |
| Alfredo France    | Estrella del Mar      | 29.10.1895   | 2        | 0        | 0          |
| Eufemio Fuentes   | La Cruz FC            | ?            | 2        | 0        | 0          |
| Manuel Jeldes     | CD Santiago Wanderers | 14.08.1894   | 3        | 0        | 0          |
| Enrique Gutiérrez | CD Magallanes         | 04.02.1892   | 2        | 0        | 0          |
| Roberto Moreno    | Nacional Star         | ?            | 2        | 0        | 0          |
| Hernando Salazar  | Thunder de Coquimbo   | ?            | 2        | 1        | 0          |
| Trainer           |                       |              |          |          |            |
| Carlos Fanta      |                       | 1890         |          |          |            |

## Spiele
| Pl. | Land        | Sp. | S | U | N | Tore    | Diff. | Punkte |
| --- | ----------- | --- | - | - | - | ------- | ----- | ------ |
| 1.  | Uruguay     | 3   | 2 | 1 | 0 | 006:100 | +5    | 05:10  |
| 2.  | Argentinien | 3   | 1 | 2 | 0 | 007:200 | +5    | 04:20  |
| 3.  | Brasilien   | 3   | 0 | 2 | 1 | 003:400 | −1    | 02:40  |
| 4.  | Chile       | 3   | 0 | 1 | 2 | 002:110 | −9    | 01:50  |

|                                                       |   |           |           |
| So., 2. Juli 1916 in der Cancha de Gimnasia y Esgrima |   |           |           |
| Uruguay                                               | – | Chile     | 4:0 (1:0) |
| Do., 6. Juli 1916 in der Cancha de Gimnasia y Esgrima |   |           |           |
| Argentinien                                           | – | Chile     | 6:1 (1:1) |
| Sa., 8. Juli 1916 in der Cancha de Gimnasia y Esgrima |   |           |           |
| Chile                                                 | – | Brasilien | 1:1 (0:1) |

Chile hatte im Kampf um die Südamerikameisterschaft keinerlei Chance. Dennoch hatte man gegen Uruguay bis zur 44. Minute ein Unentschieden halten können, kassierte dann aber kurz vor der Pause den ersten Gegentreffer. Zehn Minuten nach Wiederanpfiff folgten das 0:2 und im weiteren Verlauf des Spiels noch zwei weitere Gegentore zu einer deutlichen Niederlage. In ihrem zweiten Spiel lagen die Chilenen gegen Gastgeber Argentinien sogar schon nach zwei Minuten hinten, konnten aber in der 44. Minute mit ihrem allerersten Tor ausgleichen. Den Treffer erzielte Ángel Báez. Nach dem Seitenwechsel folgte daraufhin ein regelrechter Torregen der Argentinier, der zu Ungunsten der Chilenen durch zwei Strafstöße eingeleitet wurde. In der 60. und 62. Minute traf Juan Domingo Brown jeweils vom Elfmeterpunkt. Dazu kamen noch drei weitere Gegentreffer der Gastgeber, welche die zweite Niederlage für Chile abschlossen. Im letzten Spiel gegen Brasilien hatte Chile bereits keine Chance mehr auf den Titel des Südamerikameisters. Obwohl Brasilien erst sein drittes Länderspiel bestritt, während Chile seit 1910 bereits sieben bestritten hatte, kamen die Chilenen auch dieses Mal in Rückstand. Sechs Minuten vor Schluss konnte Hernando Salazar jedoch ausgleichen und Chile mit wenigstens einem Punkt den letzten Platz belegen.